# Dorylus politus
Dorylus politus är en myrart som beskrevs av Carlo Emery 1901. Dorylus politus ingår i släktet Dorylus och familjen myror. Inga underarter finns listade i Catalogue of Life.